# Смоук
Смоук (англ. Smoke, кодовое имя —  LK-7T2, настоящее имя — Томаш Врбада, чеш. Tomáš Vrbáda) — персонаж вымышленной вселенной Mortal Kombat, созданной Эдом Буном и Джоном Тобиасом. Впервые появился, как скрытый неигровой персонаж в компьютерной игре 1993 года Mortal Kombat II. В качестве полноценного игрового персонажа включён в игру Mortal Kombat 3 1995 года.
Смоук фигурирует в некоторых альтернативных произведениях медиафраншизы, включая комиксы Mortal Kombat, мультсериал 1996 года «Смертельная битва: Защитники Земли» и художественный фильм «Смертельная битва 2: Истребление», а также среди официальных товаров.
Несмотря на то, что преимущественно в видеоиграх у него в основном вспомогательная роль, Смоук оказался одним из самых популярных персонажей серии Mortal Kombat, и получил положительные отзывы, хотя реакция на его добивания была смешанной.

## Появления

### В компьютерных играх
Бывший член клана Лин Куэй и давний друг младшего Саб-Зиро, Смоук дебютировал в Mortal Kombat II как скрытый персонаж. Он часто появлялся в живом лесу, в котором он (наряду с Джейд) выглядывал из-за деревьев. Его первый внешний вид был просто серой версией Скорпиона (правда, с боевой стойкой Рептилии), с клубами дыма вокруг его тела. В Mortal Kombat 3 он снова был скрытым персонажем, но доступным для игроков с использованием кода. Здесь он впервые предстаёт в виде киборга. Он выглядел как перекрашенный в серый цвет Сектор.
Смоук был отправлен на задание в качестве напарника младшего Саб-Зиро. Он последовал за ледяным воином во Внешний Мир, чтобы помочь завершить миссию старшего Саб-Зиро и убить Шан Цзуна. Саб-Зиро помог земным воинам одержать победу в турнире Шао Кана, но выполнить поставленную миссию им, тем не менее, не удалось, и они вернулись на Землю.
Вернувшись в штаб квартиру Лин Куэй, Смоук и Саб-Зиро узнали о плане гранд мастера трансформировать лучших воинов клана в киборгов. Два воина, Сектор и Сайракс, добровольно согласились на процедуру и их превращение в киберубийц уже подходило к концу. Двух других воинов выбрали для этой процедуры. Ими стали Саб-Зиро и Смоук. Но они не захотели становиться бездушными машинами и бежали из клана. По их следам были посланы Сектор и Сайракс. Саб-Зиро удалось сбежать, а Смоуку — нет. Он был пойман и насильно превращён в киборга-убийцу. Сбежав из клана, Саб-Зиро тем самым обесчестил его, а потому первым главным заданием всех трёх киборгов стало найти и уничтожить бежавшего воина-предателя. В это же самое время началось вторжение Шао Кана на Землю и киборги, которых нельзя было обнаружить или забрать душу, стали представлять угрозу для завоевателя.
Несмотря на произошедшее со Смоуком, Саб-Зиро всё ещё верил, что у него осталась душа. Смоуку первым из киборгов удалось найти Саб-Зиро. Но бывший воин Лин Куэй помог Смоуку вспомнить, кем он был на самом деле и убедить, что у него осталась душа. Смоук получил свободу от команд Лин Куэй и вдвоём с Саб-Зиро они успешно отразили атаку Сектора и Сайракса, захватив последнего. Саб-Зиро перепрограммировал Сайракса, отправив его убить Шао Кана, но тот не справился с заданием. После этого Смоук и Саб-Зиро сражались с войсками императора, но Смоуку снова не повезло — он был захвачен и брошен в подземелье крепости Кана, в качестве военного трофея.
Спустя почти десять лет Смоук был найден и активирован Нуб Сайботом, который решил создать собственную армию демонов-киборгов, используя Смоука в качестве образца. Нуб Сайбот активировал нанотехнологию Смоука, которая починила и изменила его тело. Вдвоём они выследили и атаковали Саб-Зиро, намереваясь убить ледяного воина. Но ему на выручку пришла Сарина, которая следовала за ним, вопреки его указаниям. Им удалось обратить Нуб Сайбота и Смоука в бегство, но из-за затраченных на бой усилий Сарина потеряла свой человеческий облик и была атакована Саб-Зиро, который её не узнал. Сарина сбежала в глубины Преисподней, где для неё уже подготовили ловушку Куан Чи, Нуб Сайбот и Смоук. Из-за тёмного влияния Преисподней и умения Куан Чи убеждать, Сарина поверила, что она никогда не сможет служить Свету и навсегда останется слугой тьмы. Она отдала им предмет, который должен был указать место расположения новой штаб-квартиры Лин Куэй во льдах Арктики.
Нуб Сайбот и Смоук направились туда, чтобы убить Саб-Зиро. Но в штаб-квартире Лин Куэй, который на самом деле был заброшенным храмом провидицы Делии, в этот момент находился её сын Тейвен. Он должен был найти там броню оставленную Делией, необходимую для выполнения своей миссии. После столкновения с воинами Лин Куэй и Саб-Зиро, Тейвен согласился помочь криоманту отбить атаку тёмных воинов. Он победил Смоука и Нуб Сайбота. После этого они были оставлены в Лин Куэй на попечении Саб-Зиро, который верил, что он рано или поздно он сможет найти способ вернуть человечность своему брату и союзнику.
Позже, они оба сбежали и участвовали в битве при пирамиде Аргуса, где и погибли.

### Новая хронология
Выходец из Праги, Томаш Врбада был рекрутирован в Лин Куэй за его впечатляющее умение избегать поимки. Умеющий превращаться в дым, его талант был полезен во многих миссиях. Смоук не помнит о своём детстве. Его единственная семья — это клан Лин Куэй, и в особенности, младший из братьев Саб-Зиро, к которому Смоук относится как к брату. Смоук надеялся, что с помощью Лин Куэй он смог бы раскрыть тайну своего прошлого, и происхождение своих сил.
Смоук впервые появляется в сюжетном режиме, когда он вместе с Саб-Зиро младшим прибывает в Пустоши Внешнего Мира. Они вдвоём отправились в негостеприимный мир, чтобы найти там того, кто убил старшего брата Саб-Зиро, Би-Хана. После короткого разговора воины решают разделиться. Появление воинов Лин Куэй не остаётся незамеченным Шао Каном, и он посылает свою дочь Китану разобраться с ними. Первым она находит Смоука, но победить его у неё не получается. После битвы с Китаной Смоук отправился в Живой Лес, где становится свидетелем сделки между Шан Цзуном и Кано, у которого колдун покупает земное оружие для армии Шао Кана. Смоук пытается остановить их, и первым в сражение с ним вступает Кано, который проигрывает поединок. Шан Цзун решает лично избавиться от назойливого воина и превращается в Саб-Зиро старшего. На его сторону также встаёт Рептилия. Смоук побеждает обоих противников, но колдуну удаётся сбежать вместе с оружием, так как сразу после победы Смоука появляется Сектор, который требует, чтобы Смоук отправился с ним в штаб-квартиру Лин Куэй на Земле для превращения в киборга. Смоук отказывается и вступает с ним в бой. Хотя Смоуку удаётся победить, сразу же после битвы его окружают киборги из Лин Куэй. Они пытаются телепортировать Смоука на Землю, но воину на выручку приходит Райдэн. До этого он получил видение, в котором он увидел, что Смоук будет превращён в киборга. Бог грома выводит из строя киборгов и освобождает Смоука, который становится его союзником.
Позже они вместе с Джонни Кейджем наблюдают, как Саб-Зиро забирают киборги Лин Куэй на Землю из Колизея Кана, сразу после его битвы со Скорпионом. Затем Райдэн пытается поговорить с принцессой Китаной, но она провоцирует Смоука и Джонни Кейджа на атаку. Принцесса побеждает обоих противников, после чего Райдэну всё-таки удаётся с ней поговорить. Уже после заточения Китаны в Башню, Джейд отправляется на поиски земных воинов, надеясь, что они смогут помочь спасти Китану от неминуемой гибели. В Пустошах, Джейд находит Милина, которая требует, чтобы Джейд вернулась во дворец Шао Кана. Джейд побеждает её и тут же появляется Райдэн с его союзниками. Смоук, видя поверженную Милину, принимает её за Китану и атакует Джейд, которая его побеждает. Хотя далее во время турнира во Внешнем Мире Смоук не появляется, Райдэн упоминает, что он был побеждён перед боем Джонни Кейджа и Эрмака.
Смоук играет небольшую роль во время вторжения Шао Кана в Земное Царство. После победы Кабала над Кибер Саб-Зиро, Смоук просит взять киборга в штаб-квартиру земных воинов, чтобы там его перепрограммировать. Кабал соглашается и приносит Куай Лиэнга в Храм, где Джакс отключает протоколы, контролировавшие разум криоманта. Смоука убивает в конце вторжения, усиленная Синдел. Как позже выяснил Райдэн, его душа, вместе с душами почти всех воинов, убитых во время вторжения, оказывается в руках Куан Чи, который воскресил его, как своего раба-ревенанта.
Несколько лет после вторжения Шао Кана, Шиннок и Куан Чи организовывают новое вторжение в Земное Царство. Смоук участвует в качестве одного из воинов на стороне Преисподней. Он пытается остановить Соню Блейд и Джонни Кейджа около Небесного Храма, но проигрывает бой.
Спустя 20 лет, он, вместе с другими ревенантами, снова атакует Небесный Храм. Он атакует Райдэна, но тот выводит его, а также Китану и Синдел, из строя ударом тока. Позже, он сообщает другим ревенантам, что проход на Небеса закрыт и вместе с Лю Каном отправляется пробивать его. После поражения Шиннока, он отступает обратно в Преисподнюю вместе с другими ревенантами.

## Развитие персонажа
Первая форма Смоука была создана для Mortal Kombat II как серая копия Скорпиона, в Ultimate Mortal Kombat 3 он пользовался добиванием Эрмака — обезглавливанием апперкотом. В Mortal Kombat Trilogy Смоук получил свой собственный набор добиваний.
Человеческая форма Смоука в Ultimate Mortal Kombat 3 становится доступной, если ввести код после выбора кибернетической формы. В его окончании говорится, что он был в состоянии каким-то образом сбежать из своего искусственного тела, и вступил в подготовку к Mortal Kombat 4. В Mortal Kombat: Deception Смоук приобрел новый облик полудемона-полукиборга, который также был использован в Mortal Kombat: Armageddon. Он больше не выглядел, как бионический андроид. Его тело полностью состояло из дыма, на лице была маска, на теле — жилет, на руках — перчатки. В остальном он выглядел обычно: штаны и сапоги. В Mortal Kombat X представлен в виде образа данных у Триборга (просто лишь образ, не является настоящим Смоуком). Представлен как тёмно-серый киборг с красными светодиодами на некоторых областях костюма, вокруг модели клубится дым. В сюжетном режиме представлен как призрак с мало изменённым дизайном костюма, однако, зовёт себя Эненра, а не Смоук.
Смоук рассматривался многими фанатами как неоригинальный персонаж. В отличие от предыдущих скрытых персонажей, которые получили уникальные специальные способности и комбинации нападения, Смоук продолжал использовать атаки, идентичные или аналогичные атакам других персонажей, в обеих своих формах. В Mortal Kombat Deception Смоук получил первый оригинальный набор приёмов, но реакция на потерю приёма «гарпун» была довольно негативной.
Смоук и Кано появились как камео в Ральф.

## Спецприёмы и добивания

### Приёмы
- Гарпун  — приём, подобный фирменному приёму Скорпиона. Из груди киборга вылетает трезубец на верёвке. Втыкаясь в противника, гарпун притягивает их к Смоуку, оставляя оппонента на две секунды беспомощным.
- Телепортация с ударом — приём, аналогичный приёму Сектора. Смоук проваливается под землю и вылетает из-под противника, нанося при этом удар.
- Воздушный бросок — приём, также имеющий аналоги у других персонажей. При контакте с противником в воздухе, Смоук хватает оппонента и бросает спиной на землю.
- Пахучее облако — Смоук уворачивается от противника, выпуская при этом облако чёрного дыма, которое душит оппонента, если тот к нему прикоснётся.
- Пахучие пальцы — Смоук делает пасК (MK9).
- Облако дыма — Смоук генерирует дымовой снаряд и метает его. В случае контакта, оппонент Смоука окутывается дымом и переносится близко к Смоуку, что делает оппонента уязвимым для атаки (МК9).
- Встряска — Смоук создаёт вокруг себя облако дыма. Если снаряд оппонента прикоснётся к нему, Смоук нанесёт ответный удар. Может стоить Смоуку здоровья (МК9).
- X-Ray — Смоук бьёт противника под дых, после чего заходит за спину оппонента, хватает его и, прогибаясь, бросает на землю, ломая при этом челюсть и шею. Когда противник падает, Смоук разбегается и бьёт его ногой в лицо. Когда оппонент приземляется на спину, Смоук произносит «Stay Down» («Лежи») (МК9).

### Добивания

#### Фатальность (Fatality)
- Бомба — Смоук заталкивает в рот противнику бомбу, которая взрывается и полностью уничтожает оппонента.
- Армагеддон — Смоук раскидывает множество бомб. После этого из космоса показывают взрыв планеты.
- Убийственный гарпун — из груди Смоука вылетает гарпун, который пронзает противника и возвращается. Данное добивание есть лишь в GameBoy-версии игры Mortal Kombat 3.
- Невидимое обезглавливание — Смоук концентрирует дым и исчезает. Затем, он наносит противнику удар, после чего отрывает оппоненту руки. Затем он ударом раскалывает противнику голову на куски и вновь появляется.
- Задымление — Смоук пробивает двумя пальцами голову противника и запускает в образовавшееся отверстие дым. После этого из тела противника начинает струиться дым и слезает вся кожа. Обезображенный оппонент падает на землю (МК9).
- Сотрясение — Смоук превращается в облако дыма и пролетает сквозь противника, материализуясь с другой стороны. После этого дымящийся оппонент разваливается на куски (МК9).

#### Хара-Кири (Hara-Kiri)
Смоук активирует систему самоликвидации и взрывается через несколько секунд.

#### Младенчество (Babality)
- «Пук» — от Смоука-младенца исходит дымок, потом он тужится и пукает, после чего садится и начинает плакать (МК9).

Также Смоук присутствует в Убийстве Фракции Линь Куя, которое называется «Smoke’s Revenge» (англ. Месть Смоука): он появляется и сносит противнику голову, пролетая через него.

## Критика и отзывы
Смоук был положительно оценён игровыми критиками:
- В 2011 году он вместе с Сектором и Сайраксом занял первое место в списке сайта Games Radar «Самых смертоносных игровых машин», с комментарием «никто не делает убийц-киборгов как MK»[1]
- ScrewAttack поставил Смоука на 5 место в их списке 2011 года «лучшие персонажи Mortal Kombat», заявив, что «с гарпуном Скорпиона и невидимостью Рептилии, это тот ниндзя, с которым вы не захотите увидеться»[2].